# Ammodramus bairdii
Ammodramus bairdii là một loài chim trong họ Emberizidae.

## Hình ảnh

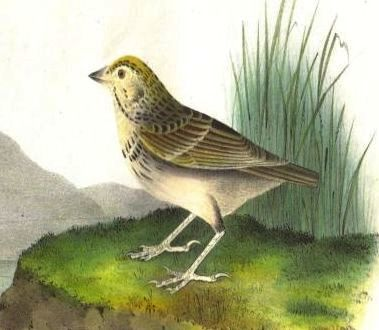
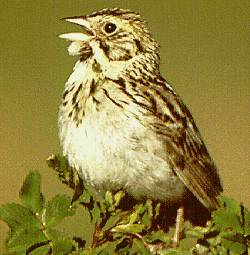